# ماتيزي

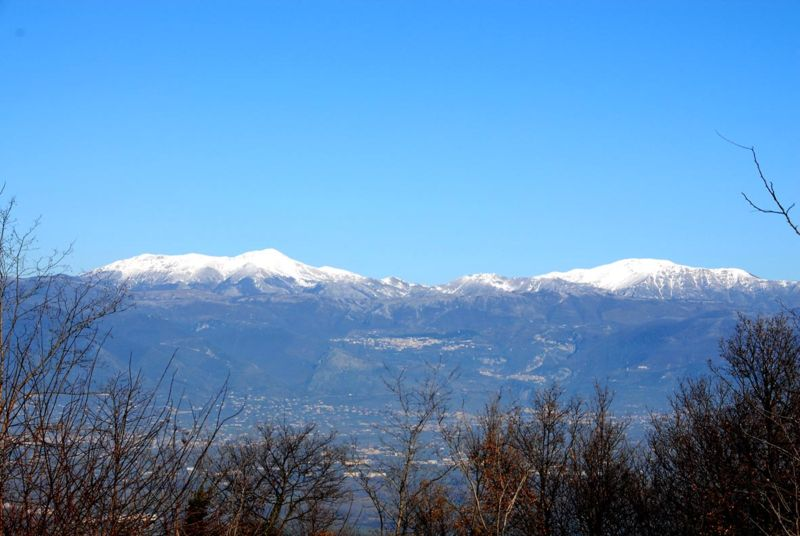
جبال ماتيزي

ماتيزي (بالإيطالية: Monti del Matese أو Massiccio del Matese)‏ هي سلسلة جبلية في وسط إيطاليا في جنوب وسط الأبينيني في إقليمي موليزي وكامبانيا. أعلى قممها في مونتي ميليتو عند 2050م.